# Junta Nacional Instituyente
La Junta Nacional Instituyente fue la asamblea creada en México el 2 de noviembre de 1822 por orden de Agustín de Iturbide compuesta de 47 miembros del Congreso disuelto con la intención de ocupar el Poder Legislativo en lugar del congreso de 1822 extinguido conforme al decreto de 31 de octubre de 1822 donde Iturbide declaró que hasta que pudiese convocarse un nuevo congreso, la representación nacional recaería en esta junta.
Su primera sesión se llevó a cabo el 2 de noviembre de 1822 en el salón de San Pedro y San Pablo, donde se nombró como Presidente de la misma a Juan Francisco de Castañiza y González, marqués de Castañiza. Luego, este órgano se encargó de varios asuntos de necesidad inmediata y preparó un proyecto de convocatoria para un nuevo congreso. La Junta cesó sus labores a principios de marzo de 1823, cuando S.M. Agustín de Iturbide reinstaló el antiguo congreso.

### Lista de los diputados de la Junta Nacional Instituyente
| Provincia                                                                         | Diputados |
| --------------------------------------------------------------------------------- | --- |
| Por México                                                                        | Joaquín Román José de Sardaneta |
| Por Puebla                                                                        | Luis Mendizábal Francisco Puig |
| Por Durango                                                                       | Juan Francisco de Castañiza Francisco Velasco |
| Por Querétaro                                                                     | Juan Nepomuceno Mier y Altamirano |
| Por Tlaxcala                                                                      | Miguel Guridi y Alcocer |
| Por Valladolid                                                                    | Francisco Argandar Antonio Aguilar |
| Por Oaxaca                                                                        | Antonio Morales de Ibáñez Pedro Labayru |
| Por Guanajuato                                                                    | Francisco Uraga Antonio Mier y Villagomez |
| Por Veracruz                                                                      | José María Becerra José Ignacio Esteva |
| Por Guadalajara                                                                   | Toribio González Mariano Mendiola |
| Por Potosí                                                                        | Ramón Esteban Martínez de los Ríos Pascual de Aranda |
| Por Zacatecas                                                                     | Agustín de Iriarte José María Bocanegra |
| Por Sonora y Sinaloa                                                              | Carlos Espinosa de los Monteros Antonio Iriarte |
| Por Yucatán                                                                       | Manuel Lorenzo de Zavala Santiago Calderón Helguera, Conde de Miraflores |
| Por Nuevo México                                                                  | Francisco Pérez Serrano |
| Por Nuevo Reino de León                                                           | Juan Bautista Arizpe |
| Por Nuevo Santander                                                               | José Antonio Gutiérrez de Lara |
| Por Coahuila                                                                      | Antonio Elozua |
| Por Texas                                                                         | Refugio de la Garza |
| Por Antigua California                                                            | Manuel Ortíz |
| Por Nueva California                                                              | Ambrosio Martínez de Vea |
| Diputados por Chiapas, Guatemala, Nicaragua, Honduras, San Salvador, y Costa Rica | 1. Pedro Celis 2. Pedro Arroyabe 3. Isidro Montúfar 4. Luciano Figueroa 5. Manuel Ignacio Gutiérrez 6. Bonifacio Fernández 7. Miguel Larreynaga 8. Tomás Beltranena 9. José Vicente Orantes 10. Juan José Quiñones 11. Manuel López de la Plata 12. José Francisco Peralta 13. Jacinto Rubí |
| Diputados Suplentes                                                               | 1. Antonio José Valdés 2. José María Covarrubias 3. Manuel Flores 4. Martín Inclán 5. José María Abarca 6. Mariano Aranda 7. Simón Elías González 8. Manuel Álvarez |

### Bases orgánicas de la Junta Nacional Instituyente
- I. Tendrá la iniciativa de la constitución que ha de formarse para el imperio: y en consecuencia se acordara el plan o proyecto de ella que le parezca mas propio y conveniente a sus circunstancias, para consolidar la forma del gobierno proclamado y establecido con arreglo a las bases adoptadas, ratificadas y juradas por toda la nación.
- II. Acompañara al proyecto de constitución la correspondiente ley orgánica que determine el modo con que se debe discutir, decretar y sancionar la misma constitución, y satisfaga al interesante objeto de precaver los choques y razonamiento de los poderes legislativo y ejecutivo en este punto, para lo cual procederá de acuerdo con el último.
- III. Aunque en el proyecto constitucional se haya de comprender todo lo concerniente al sistema representativo, será objeto especial de la junta formar la convocatoria para la inmediata representación nacional, prescribiendo las reglas que sean mas justas y adaptables a las circunstancias del imperio, y a la forma de su gobierno proclamado, establecido y jurado, y poniéndose para esto de acuerdo con el mismo gobierno, conforme a lo que en idéntico caso califico la junta provisional gubernativa, en cumplimiento de los artículos respectivos del plan de Iguala y tratado de Córdoba; y lo que en esta forma se ordenare por la convocatoria, se observara indefectiblemente (por esa vez) a reserva de que en la constitución se adopte o rectifique, según las luces de la experiencia.
- IV. Con toda la brevedad mayor posible, procederá a organizar el plan de la hacienda pública, a fin de que haya el caudal necesario para su ejecución con los gastos nacionales y cubrir el considerable actual deficiente, poniéndose de acuerdo con el poder ejecutivo.
- V. La junta conservara por su representación nacional el ejercicio del poder legislativo en todos los casos que en concepto de no poderse reservar para que tengan la emanación y consecuencia que en todas las leyes debe procurarse de la constitución, proponga como urgentes el poder ejecutivo.
- VI. Para la discusión del proyecto de constitución, convocatoria de ella, reglamento y demás leyes, se admitirán los oradores del gobierno.
- VII. Por primera diligencia formara la junta para su gobierno interior, un reglamento que sea propio para dar el plan, orden y facilidad a todas las operaciones y determinar los justos límites de la inviolabilidad de los diputados, contrayéndola precisamente a lo que se necesita para el libre ejercicio de sus funciones.
- VIII. Publicara un manifiesto a la nación, inspirándole la confianza que pueda ofrecerle por el celo y actividad de las grandes funciones de su encargo.
- IX. La junta tendrá un presidente, dos vicepresidentes y cuatro secretarios.
- X. Por esta vez, y hasta la formación y adopción del reglamento, en el que se tendrá presente la conveniencia de la perpetuidad de estos oficios para la uniforme expedición de los objetos de sus respectivas funciones, se me propondrán temas para las elecciones de los individuos que hayan de desempeñarlos.
- XI. El tratamiento de la junta será impersonal, el del presidente de excelencia, y el de los vocales de señoría.
- XII. Los suplentes podrán ser elegidos para vicepresidentes y secretarios.
- XIII. Si hubiere algunas actas del congreso disuelto que no estén engrosadas ni autorizadas, la junta subsanara este defecto, por un acuerdo relativo a lo que quedo resuelto por el mismo congreso, y comunicara al gobierno su resolución, para que haga las observaciones y replicas que exige el interés de la causa publica.
- XIV. Si se encontraren en la secretaria del congreso asuntos ajenos del conocimiento del poder legislativo, la junta mandara se devuelvan a sus interesados para que los giren por donde corresponda.
- XV. El comisionado que ha recibido los papeles de la secretaria del congreso disuelto, los entregara a los secretarios de la junta con los índices y por el inventario correspondiente